# Шахрак-э-Шахид-Бехешти (Фарс)
Шахра́к-э-Шахи́д-Бехешти́ (перс. شهرک شهید بهشتی‎) — небольшой город на юге Ирана, в провинции Фарс. Входит в состав шахрестана  Шираз и является одним из северных пригородов его одноимённого центра. По данным переписи, на 2006 год население составляло 6 428 человек.

## География
Город находится в центральной части Фарса, в горной местности юго-восточного Загроса, на высоте 1 701 метра над уровнем моря.
Шахрак-э-Шахид-Бехешти расположен на расстоянии приблизительно 10 километров к северу от Шираза, административного центра провинции и на расстоянии 665 километров к юго-юго-востоку (SSE) от Тегерана, столицы страны.